# Ndam jezik
Ndam jezik (ISO 639-3: ndm; dam, ndamm), afrazijski jezik istočnočadske skupine kojim govori 6 500 ljudi (1990 popis) u čadskoj regiji Tandjilé, departman Tandjilé Est. Različit je od jezika dam de buso [bso], a klasificira se podskupini somrai-tumak.
Ndam ima dva dijalekta južni ili ndam-ndam i sjeverni ndam dik.

## Vanjske poveznice
- Ethnologue (14th)
- Ethnologue (15th)